# Julus nigritarsis
Julus nigritarsis är en mångfotingart som beskrevs av Karl Wilhelm Verhoeff 1882. Julus nigritarsis ingår i släktet Julus och familjen kejsardubbelfotingar. Inga underarter finns listade i Catalogue of Life.